# Cola di Matteuccio

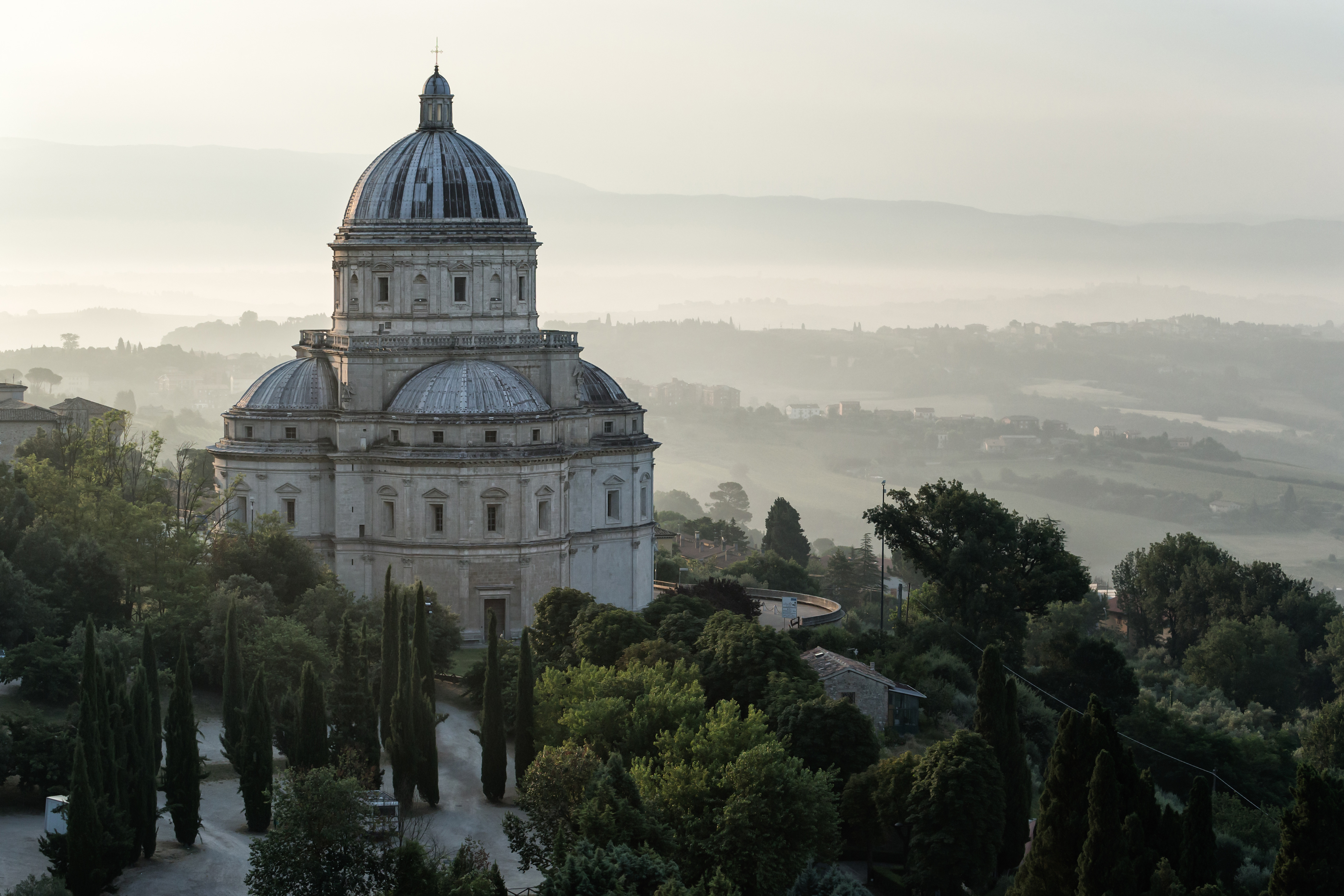
Santa Maria della Consolazione in Todi

Cola di Matteuccio, naar zijn herkomst ook genaamd Cola da Caprarola (ca. 1470 – na 1519) was een Italiaanse architect actief in Midden-Italië tijdens de renaissance.

## Leven
Uit zijn naam valt af te leiden dat Matteuccio geboren werd in Caprarola, maar verdere gegevens over het begin van zijn leven zijn niet bekend. In de bronnen duikt hij in 1499 op als meester-timmerman in het gevolg van Antonio da Sangallo de Oudere bij werken aan het fort van Rocca di Nepi.
Vervolgens vinden we hem in 1508 terug als architect van de kerk van Santa Maria della Consolazione in Todi (1508-1515). Het ontwerp van deze renaissance-centraalbouw is sterk verwant aan werk van Bramante en Leonardo da Vinci. Dikwijls wordt Matteuccio beschouwd als uitvoerder van een ontwerp van Bramante, maar de documenten zijn duidelijk over zijn titel en zwijgen over enige betrokkenheid van Bramante. 
In 1512 kreeg Matteuccio de opdracht om het rechter transept van de kathedraal van Foligno te herbouwen. Ook hier werd hij "architect" genoemd. Het volgende jaar in oktober stortte een gewelf in en draaide hij op voor de herstelling. Niettemin bleef hij tot december 1515 aan de slag in Foligno, om in 1517 te worden opgevolgd door Antonio da Sangallo de Jongere.
In maart 1518 kwam Matteuccio te Rome met de bankier Agostino Chigi overeen dat hij binnen de twee jaar het fort van Porto Ercole zou bouwen. Mogelijk was het ontwerp van Baldassarre Peruzzi en had Matteuccio eerder de rol van promotor-aannemer. In oktober 1519 was het gebouw al opgeleverd en werd Matteuccio er benoemd tot kasteelheer. Na de dood van zijn beschermheer werd Matteuccio misschien het slachtoffer van de desintegratie van het Chigi-familievermogen. Er zijn over hem geen latere documenten gevonden.